# Kilkis (gmina)
Kilkis (gr. Δήμος Κιλκίς, Dimos Kilkis) – gmina w Grecji, w administracji zdecentralizowanej Macedonia-Tracja, w regionie Macedonia Środkowa, w jednostce regionalnej Kilkis. W 2011 roku liczyła 51 926 mieszkańców. Powstała 1 stycznia 2011 roku w wyniku połączenia dotychczasowych gmin: Kilkis, Krusi, Cherso, Pikrolimni, Muries, Galikos i Doirani. Siedzibą gminy jest Kilkis.